# Guérison de la belle-mère de Pierre

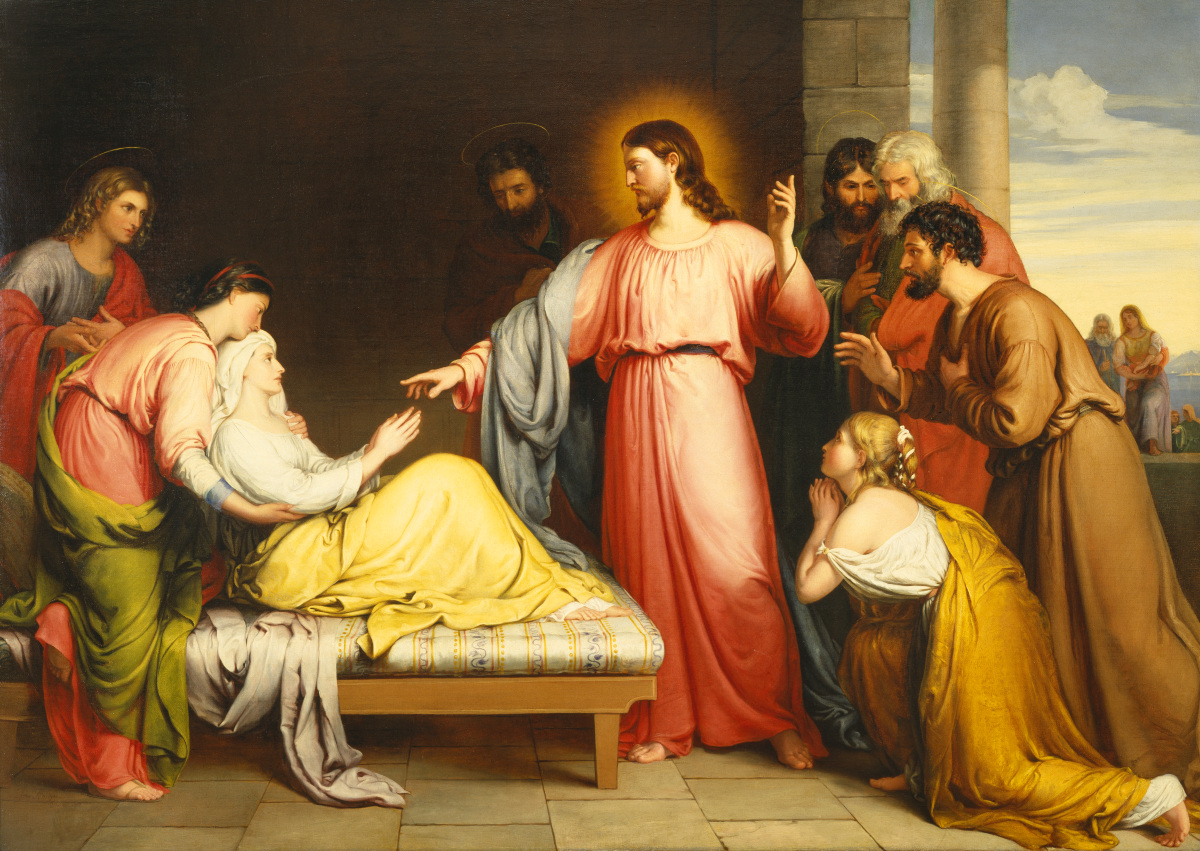
Guérison de la belle-mère de Pierre par John Bridges (en), XIXe siècle.

La Guérison de le belle-mère de Pierre est un miracle attribué à Jésus-Christ. Il est rapporté dans les trois Évangiles synoptiques.

## Texte

### Récit de Matthieu
Évangile selon Matthieu, chapitre 8, versets 14 et 15 : « Jésus se rendit ensuite à la maison de Pierre, dont il vit la belle-mère couchée et ayant la fièvre. Il toucha sa main, et la fièvre la quitta ; puis elle se leva, et le servit. »
Traduction d'après la Bible Louis Segond.

### Récit de Marc
Évangile selon Marc, chapitre 1, versets 30-31 : « Or la belle-mère de Simon était au lit avec la fièvre, et aussitôt ils lui parlent à son sujet.  31 S'approchant, il la fit se lever en la prenant par la main. Et la fièvre la quitta, et elle les servait. »
Traduction de la Bible de Jérusalem

### Récit de Luc
Évangile selon Luc, chapitre 4, versets 38-39 :« En sortant de la synagogue, il se rendit à la maison de Simon. La belle-mère de Simon avait une violente fièvre, et ils le prièrent en sa faveur. S'étant penché sur elle, il menaça la fièvre, et la fièvre la quitta. A l'instant elle se leva, et les servit. »
Traduction de Louis Segond.

## Dans l'art

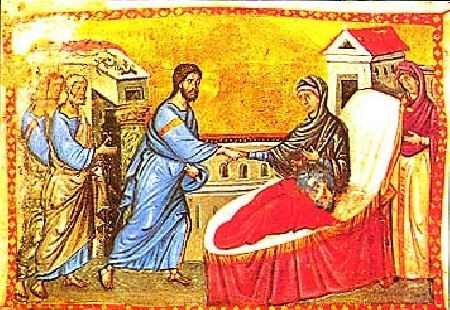
Sur un manuscrit du mont Athos du 13e siècle.
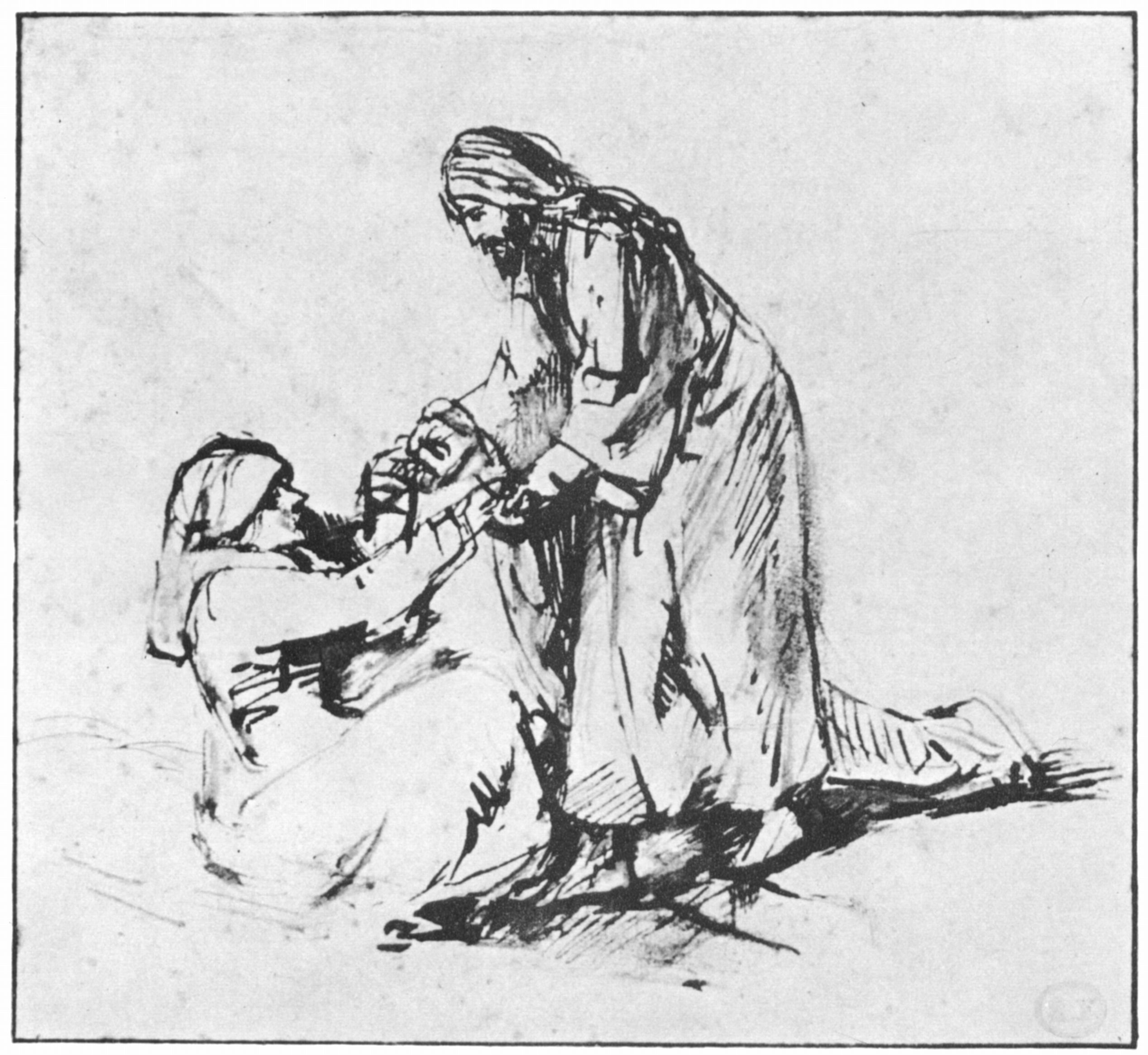
Dessin à la plume et lavis de Rembrandt van Rijn.
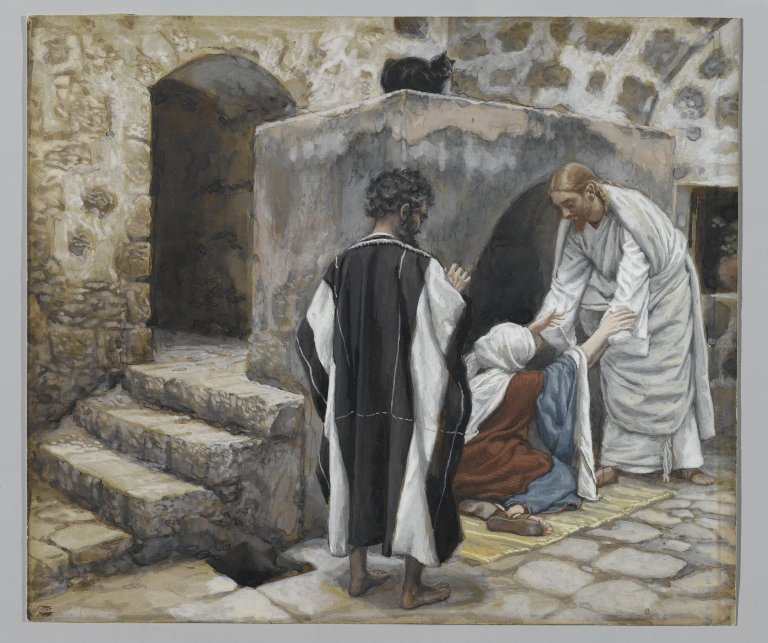
Peinture de James Tissot.
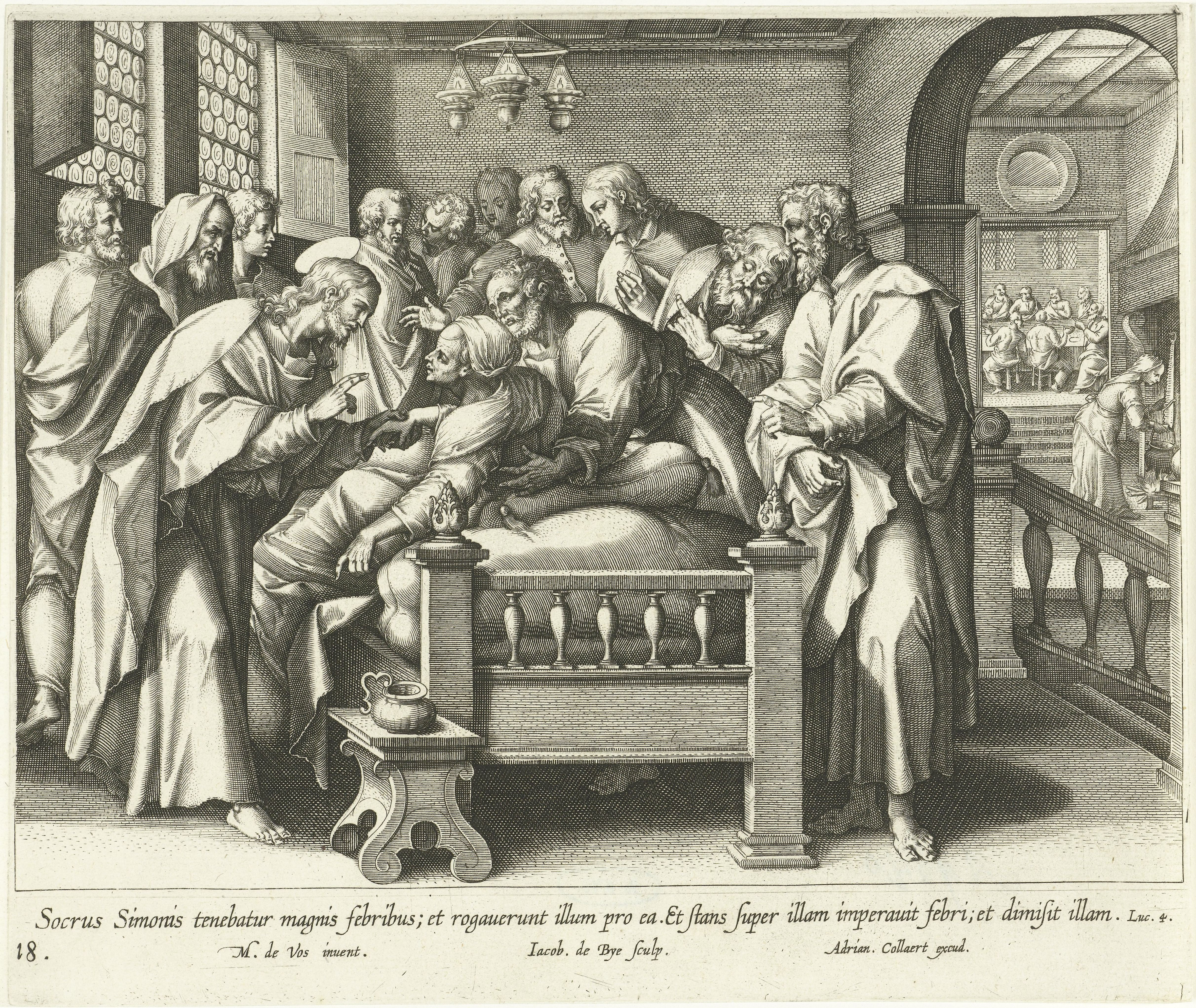
Gravure de Jacques de Bie, début du XVIIe siècle.